# Buckley (Illinois)
Buckley és una població dels Estats Units a l'estat d'Illinois. Segons el cens del 2000 tenia 593 habitants.

## Demografia
Segons el cens del 2000, Buckley tenia 593 habitants, 261 habitatges, i 171 famílies. La densitat de població era de 673,4 habitants/km².
Dels 261 habitatges en un 28,4% hi vivien nens de menys de 18 anys, en un 55,6% hi vivien parelles casades, en un 8,8% dones solteres, i en un 34,1% no eren unitats familiars. En el 32,6% dels habitatges hi vivien persones soles el 18% de les quals corresponia a persones de 65 anys o més que vivien soles. El nombre mitjà de persones vivint en cada habitatge era de 2,27 i el nombre mitjà de persones que vivien en cada família era de 2,84.
Per edats la població es repartia de la següent manera: un 23,6% tenia menys de 18 anys, un 6,2% entre 18 i 24, un 28% entre 25 i 44, un 18% de 45 a 60 i un 24,1% 65 anys o més.
L'edat mediana era de 40 anys. Per cada 100 dones de 18 o més anys hi havia 97 homes.
La renda mediana per habitatge era de 35.781 $ i la renda mediana per família de 48.250 $. Els homes tenien una renda mediana de 31.458 $ mentre que les dones 21.719 $. La renda per capita de la població era de 21.251 $. Aproximadament el 5,4% de les famílies i el 5,3% de la població estaven per davall del llindar de pobresa.

## Poblacions més properes
El següent diagrama mostra les poblacions més properes.